# Dong Fangzhuo
Dong Fangzhuo (董芳卓S, Dǒng FāngzhuōP; Dalian, 23 gennaio 1985) è un ex calciatore cinese, di ruolo attaccante.

## Carriera

### Club
Il 29 agosto 2008 ha rescisso consensualmente il suo contratto con il Manchester United ed è tornato in Cina.
Il 23 febbraio 2010 il club polacco del Legia Varsavia ha ufficializzato l'ingaggio dell'attaccante cinese. Ha firmato un contratto di 18 mesi.

### Dopo il ritiro
Nel 2016, ritiratosi dal calcio, Dong Fangzhuo si è sottoposto ad un intervento di chirurgia facciale in un celebre reality show cinese. Dopo una carriera deludente, infatti, il calciatore, spesso deriso dai connazionali che lo riconoscevano per strada, ha deciso di cambiare alcuni connotati del proprio volto al fine di risultare meno riconoscibile.